# The Hunger Games (film)
The Hunger Games er en amerikansk dystopisk science fiction-film fra 2012 instrueret af Gary Ross og baseret på romanen af samme navn af Suzanne Collins. Den havde international premiere den 23. marts 2012.

## Medvirkende
- Jennifer Lawrence som Katniss Everdeen[7]
- Josh Hutcherson som Peeta Mellark[8]
- Liam Hemsworth som Gale Hawthorne[8]
- Woody Harrelson som Haymitch Abernathy[9]
- Elizabeth Banks som Effie Trinket[10]
- Lenny Kravitz som Cinna[11]
- Donald Sutherland som Præsident Coriolanus Snow[12]
- Stanley Tucci som Caesar Flickerman[13]
- Wes Bentley som Seneca Crane[14]
- Toby Jones som Claudius Templesmith
- Alexander Ludwig som Cato[15]
- Isabelle Fuhrman som Clove[15]
- Amandla Stenberg som Rue[16]
- Jack Quaid som Marvel[17]
- Leven Rambin som Glimmer[17]
- Dayo Okeniyi som Thresh
- Jacqueline Emerson som Foxface
- Ian Nelson som District 3 Mand
- Ashton Moio som Jason (Distrikt 6 Mand)
- Mackenzie Lintz som Sarah (Distrikt 8 Kvinde)
- Willow Shields som Primrose Everdeen
- Paula Malcomson som Mrs. Everdeen